# Roujan
Roujan este o comună în departamentul Hérault din sudul Franței. În 2009 avea o populație de 1.940 de locuitori.

## Evoluția populației
| An        | 1975  | 1982  | 1990  | 1999  | 2006  | 2009  |
| --------- | ----- | ----- | ----- | ----- | ----- | ----- |
| Populație | 1.379 | 1.409 | 1.366 | 1.486 | 1.852 | 1.940 |